# Paraverbale communicatie
Paraverbale communicatie is een manier van communiceren die naast verbale en non-verbale communicatie bestaat. Door in de boodschap de toon van de stem, de intonatie, spreektempo, pauzes of haperingen in te lassen kan de boodschap anders gedecodeerd worden door de ontvanger. Zelfs als de ontvanger de boodschap niet kan decoderen (ontcijferen) zal de ontvanger nog steeds begrijpen dat er door de paraverbale communicatie angst, boosheid of een andere emotie in de stem te horen is. Ook vormen als bijvoorbeeld sarcasme kunnen onder paraverbale communicatie vallen.